# Manley, Nebraska
Manley är en ort i Cass County i delstaten Nebraska, USA.